# Porto-Vecchio
Porto-Vecchio (Italiaans: Porto Vecchio of Portovecchio; Corsicaans: Portivechju) is een gemeente in het Franse departement Corse-du-Sud in de regio (en het eiland) Corsica. De gemeente telde 11.536 inwoners op 1 januari 2022. De plaats maakt deel uit van het arrondissement Sartène en is de hoofdplaats van de kantons Bavella en Grand Sud
Porto-Vecchio werd in het begin van de 16e eeuw gesticht door de Genuese gouverneurs van de Bank van San Giorgio. Rond de tijd van verzet tegen Genua onder leiding van Sampiero Corso werd het dorp een toevluchtsoord voor piraten.
Porto-Vecchio is een toeristisch centrum, bekend voor zijn stranden. In de bovenstad zijn nog resten van de Genuese versterkingen te bezichtigen.

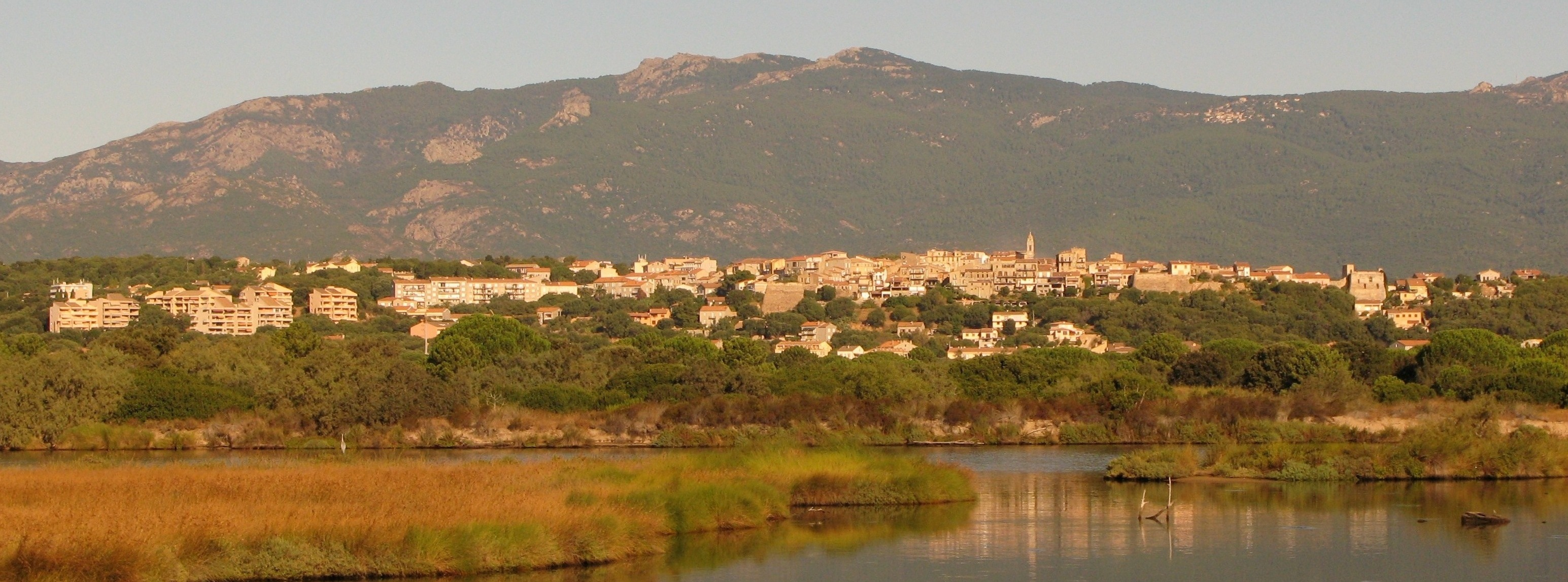

## Geografie
De oppervlakte van Porto-Vecchio bedroeg op 1 januari 2022 168,65 vierkante kilometer; de bevolkingsdichtheid was toen 68,4 inwoners per km².
De gemeente ligt aan de monding van de Stabiacciu. Dit was in het verleden een moerassig gebied dat vanaf de 19e eeuw werd drooggelegd door de aanleg van kanalen en dijken en door droogpompen. De haven ligt in de Golf van Porto-Vecchio.
In de gemeente liggen verschillende dorpen en gehuchten zoals Ceccia, Muratello, L'Ospedale en Torre.
De onderstaande kaart toont de ligging van Porto-Vecchio met de belangrijkste infrastructuur en aangrenzende gemeenten.

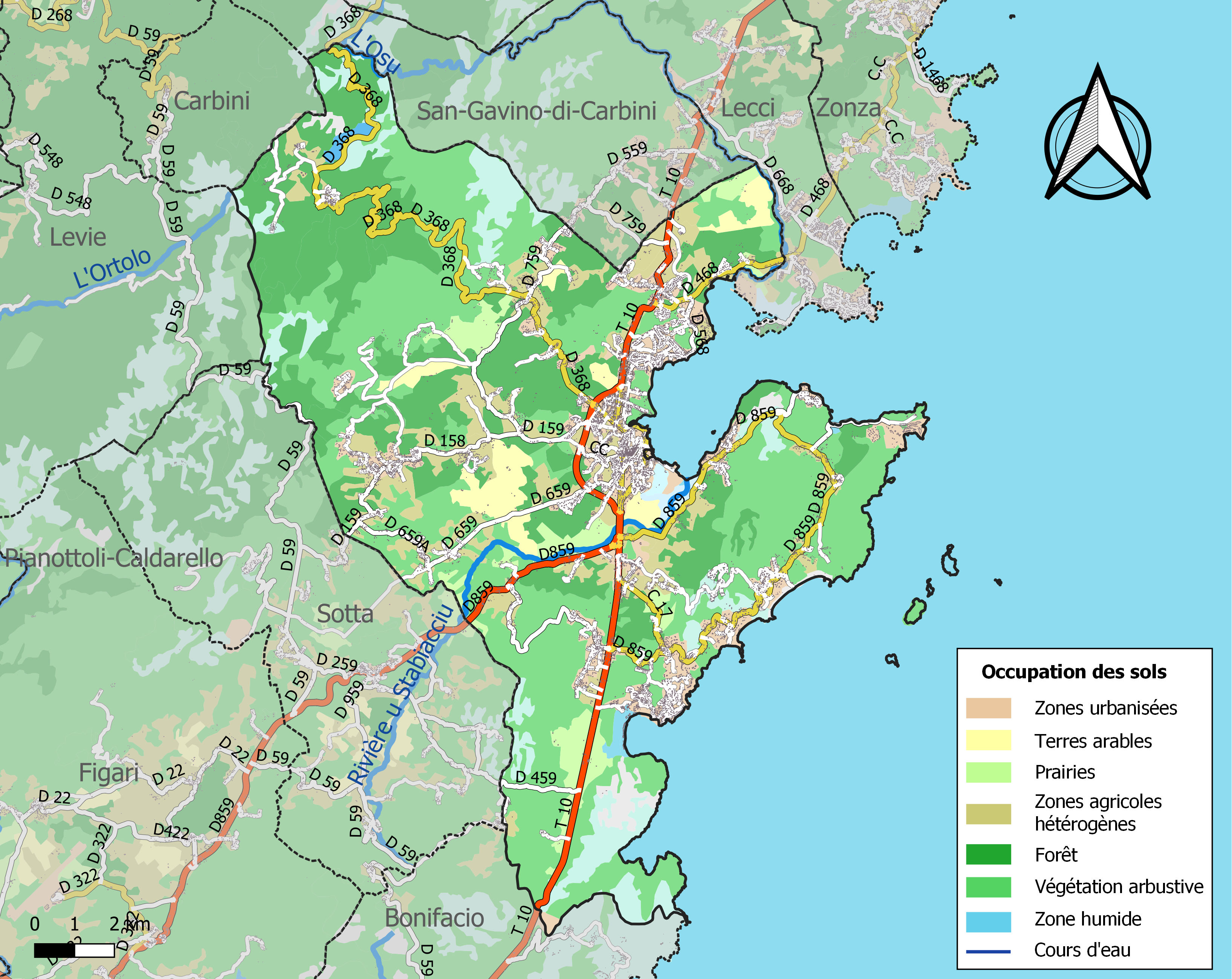

## Demografie
Aan het begin van de 20e eeuw overschreed de bevolking de kaap van 3.000. In 1920 telde de gemeente al 4.242 inwoners. Rond 1936 werd de kaap van 5.000 inwoners overschreden. Daarna stabiliseerde de bevolking tot omstreeks 1950.
Onderstaande figuur toont het verloop van het inwonertal tot 2008 (bron: INSEE-tellingen).

Vanwege een beveiligingsprobleem met de MediaWiki Graph-software is het momenteel niet mogelijk deze grafiek weer te geven. Zodra de software is bijgewerkt zal de grafiek vanzelf weer zichtbaar worden.

## Geschiedenis

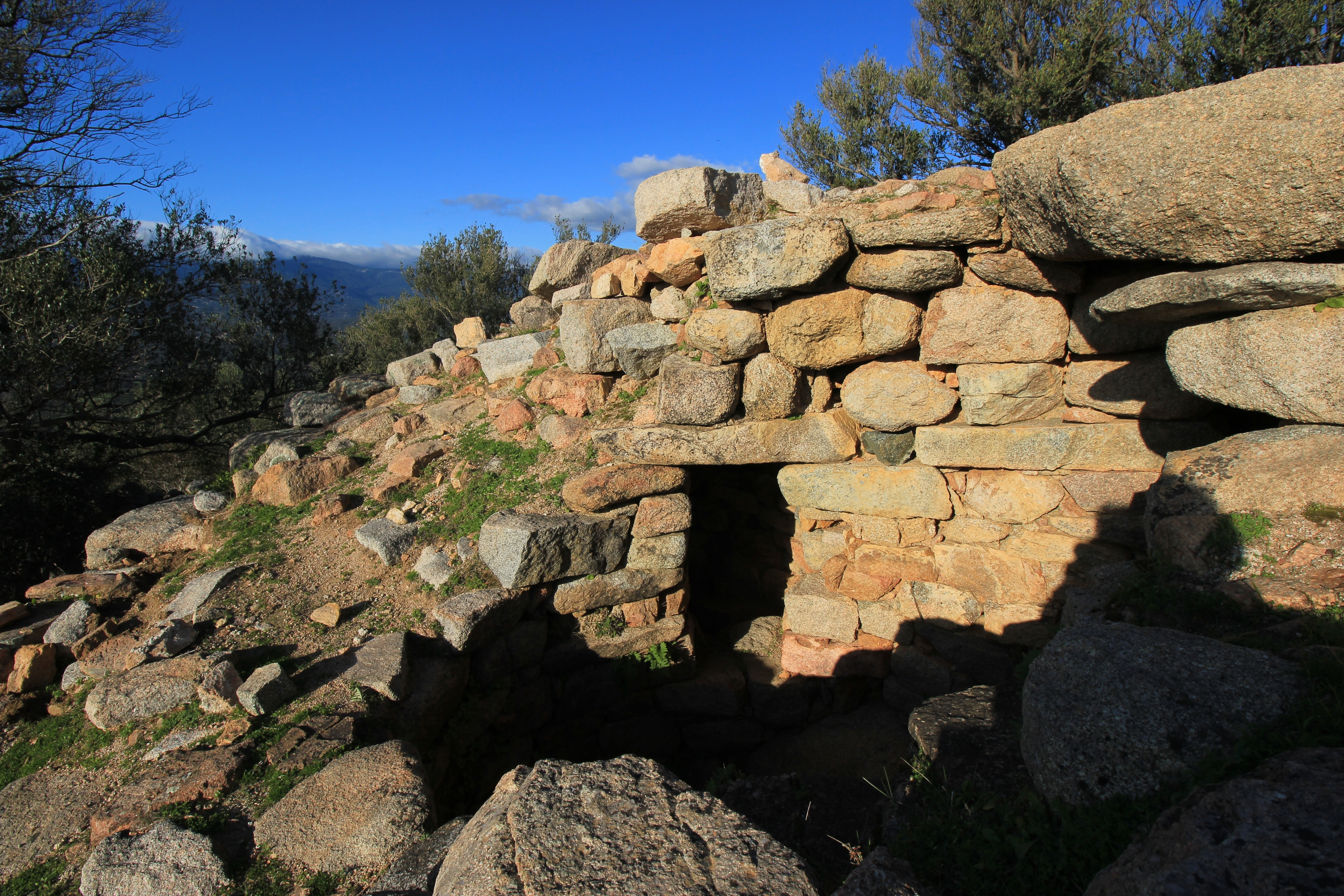
Casteddu di Ceccia

Op het grondgebied van de gemeente bevinden zich de resten van verschillende prehistorische nederzettingen, waaronder twee forten uit de bronstijd. Het Casteddu de Ceccia (casteddu betekent 'kasteel' in het Corsicaans) werd meer dan 3600 jaar geleden gesticht. Ook het Casteddu de Tappa dateert uit de bronstijd.
In de Romeinse tijd was Portus Syracusanus een handelsnederzetting met een haven gelegen aan de Romeinse weg die Mariana (Lucciana) in het noorden met Palla (Bonifacio) in het zuiden verbond.

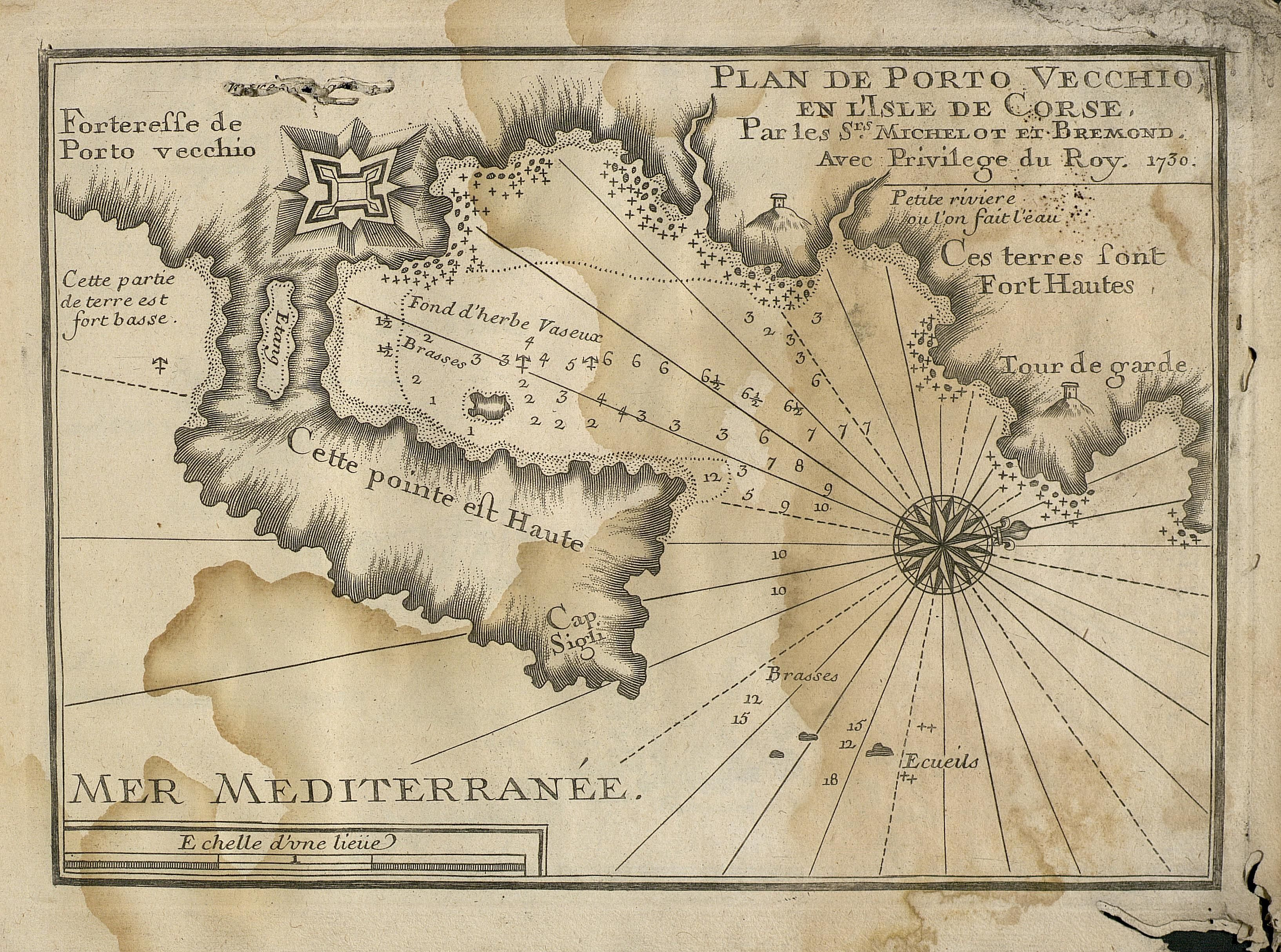
Kaart van de citadel en de Golf van Porto-Vecchio (1730)

In 1539 werd door de senaat van Genua besloten tot de bouw van de citadel van Porto Vecchio. Het project werd gefinancierd door de bank van San Giorgio en had tot doel de rijke landbouwvlakten van het zuiden van Corsica te beheersen. Vanuit de haven werden goederen geëxporteerd naar Genua. Het begin van de stad was moeilijk. Het gebied werd geplaagd door malaria en de citadel werd bedreigd door piraten en vijandige Corsicanen. Tussen 1540 en 1589 werd de citadel tot driemaal vernield, waaronder de inname van de stad door Sampiero Corso in 1553.
In 1768 werd Corsica Frans en een jaar later nam het Franse leger bezit van de citadel van Porto Vecchio. Dit was een driehoekige versterking met een oppervlakte van drie hectare gebouwd op rots. De stad aan de voet van de citadel ontwikkelde zich verder aan het einde van de 18e eeuw, maar bleef met 1.000 inwoners wel kleiner dan het 3.000 inwoners tellende Bonifacio. In 1795 werden de eerste zoutpannen aangelegd. In de 19e eeuw groeide het stadscentrum verder door inwijking van bewoners van het omliggende platteland. De moerassen rond Porto-Vecchio werden geleidelijke aan drooggelegd en de stad werd ook ontsloten door de aanleg van nieuwe wegen. Aan het einde van de 19e eeuw werd een deel van de stadsmuur afgebroken. Aan het begin van de 20e eeuw was de bevolking al groter dan die van Bonifacio. Tot halverwege de 20e eeuw leefde het stadje van de kurkindustrie en de zoutwinning. De kurkfabriek, geopend in 1876, sloot in 1975 de poorten en de zoutwinning stopte volledig na 2000.
Na 1950 groeide de stad snel. Malaria werd uitgeroeid door het gebruik van DDT en Porto-Vecchio werd aangesloten op het elektriciteitsnetwerk.

## Bezienswaardigheden
De citadel werd gebouwd in 1539 en telt vijf bastions: Bastion de France (1542), dat de haven bewaakte, Bastion de Sant’ Antonu, Bastion de la Porte, Bastion San Giorgio en Bastion du Palais, dat dienst deed als kazerne voor het garnizoen. De Porte Génoise aan de havenzijde vormde de enige toegangspoort tot de citadel.
De barokke kerk Saint-Jean-Baptiste is 19e-eeuws. De glasramen en de fresco's dateren uit de jaren 1960. Tegenover deze kerk staat de kapel Sainte-Croix uit 1656.
De vuurtoren van La Chiappa werd in gebruik genomen in 1845. De vierkanten toren in 16 meter hoog en het licht bevindt zich op 64 meter boven zeeniveau.

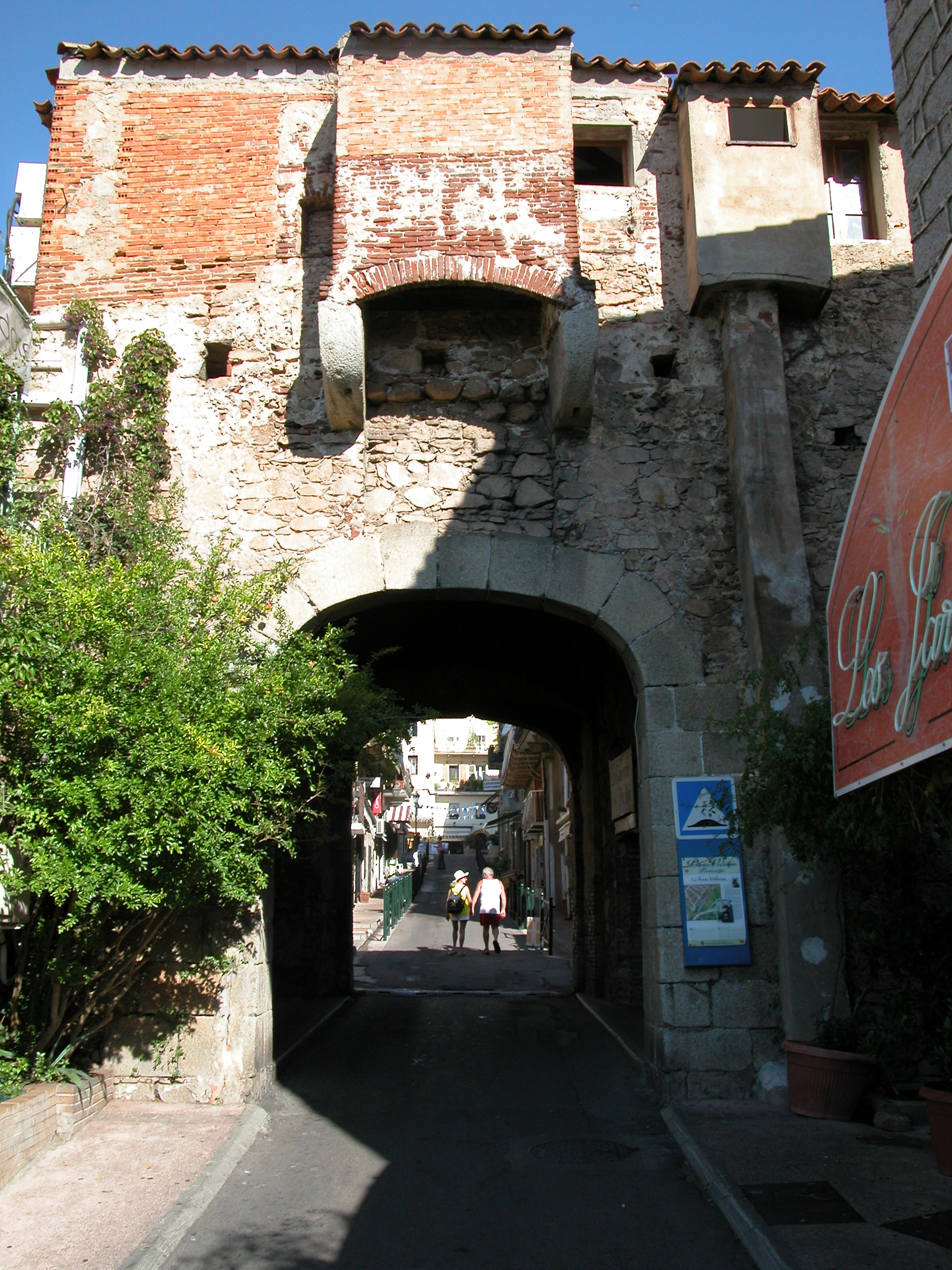
Porte Génoise
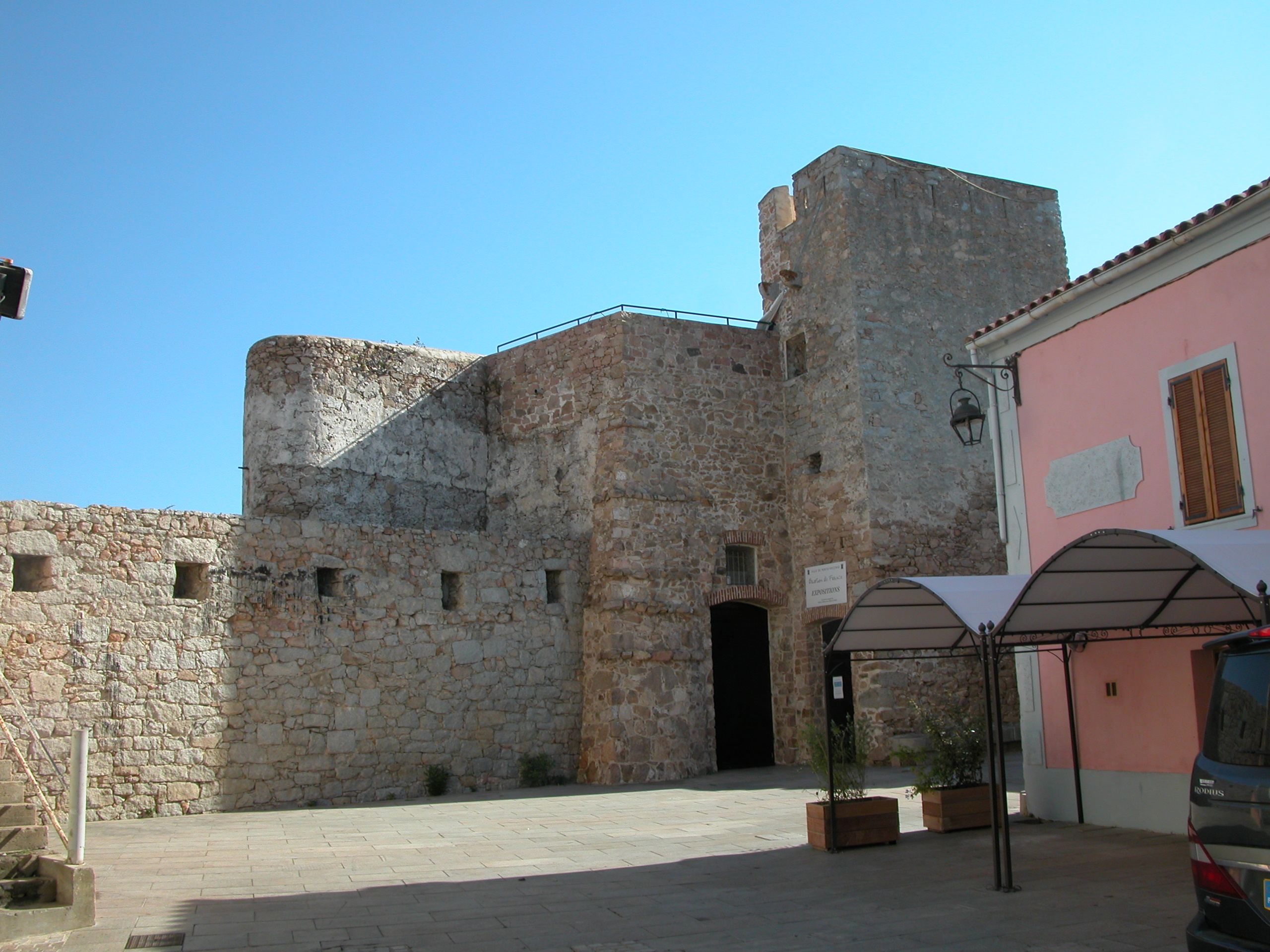
Bastion de France
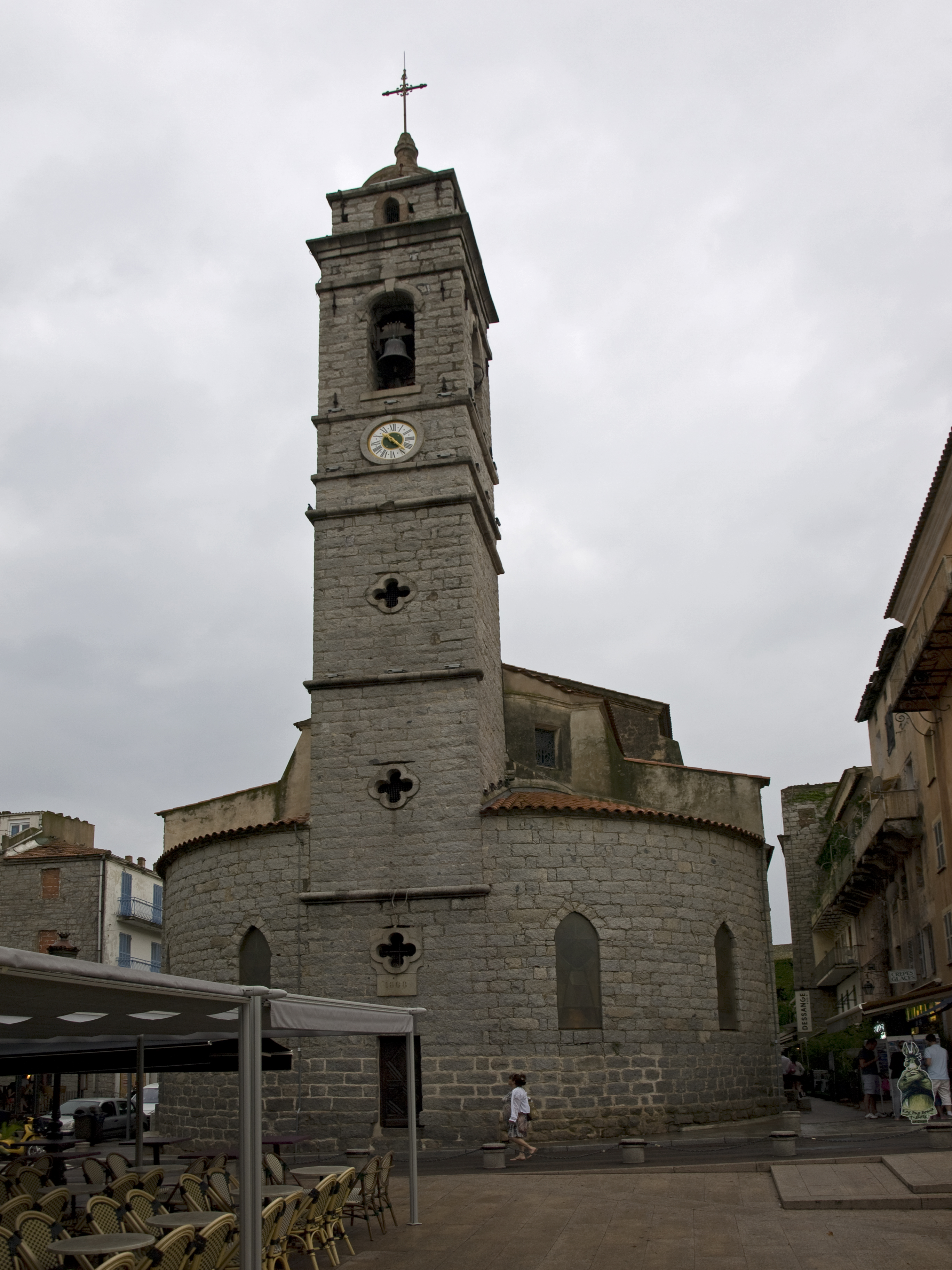
Kerk Saint-Jean-Baptiste
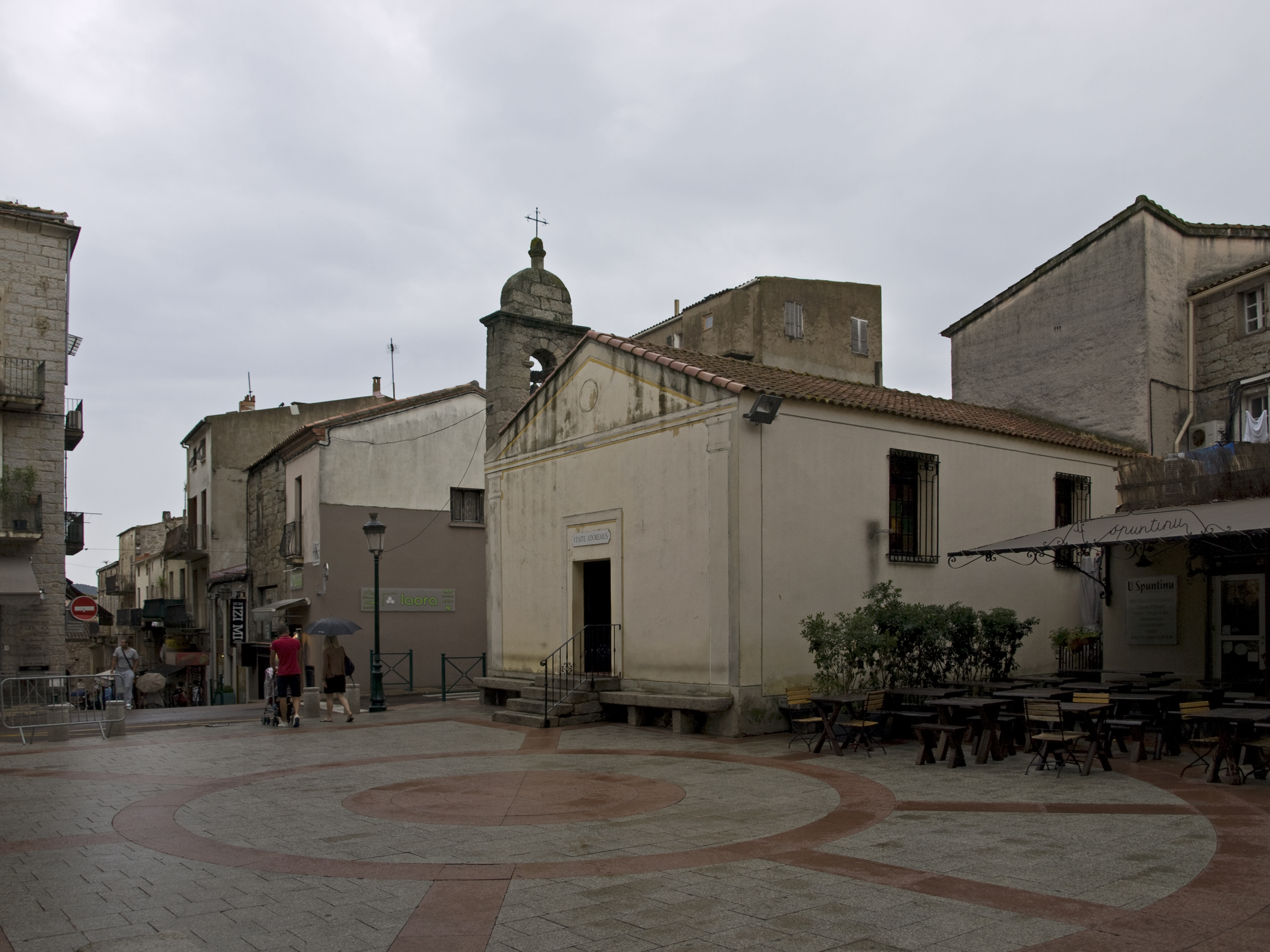
Kapel Sainte-Croix
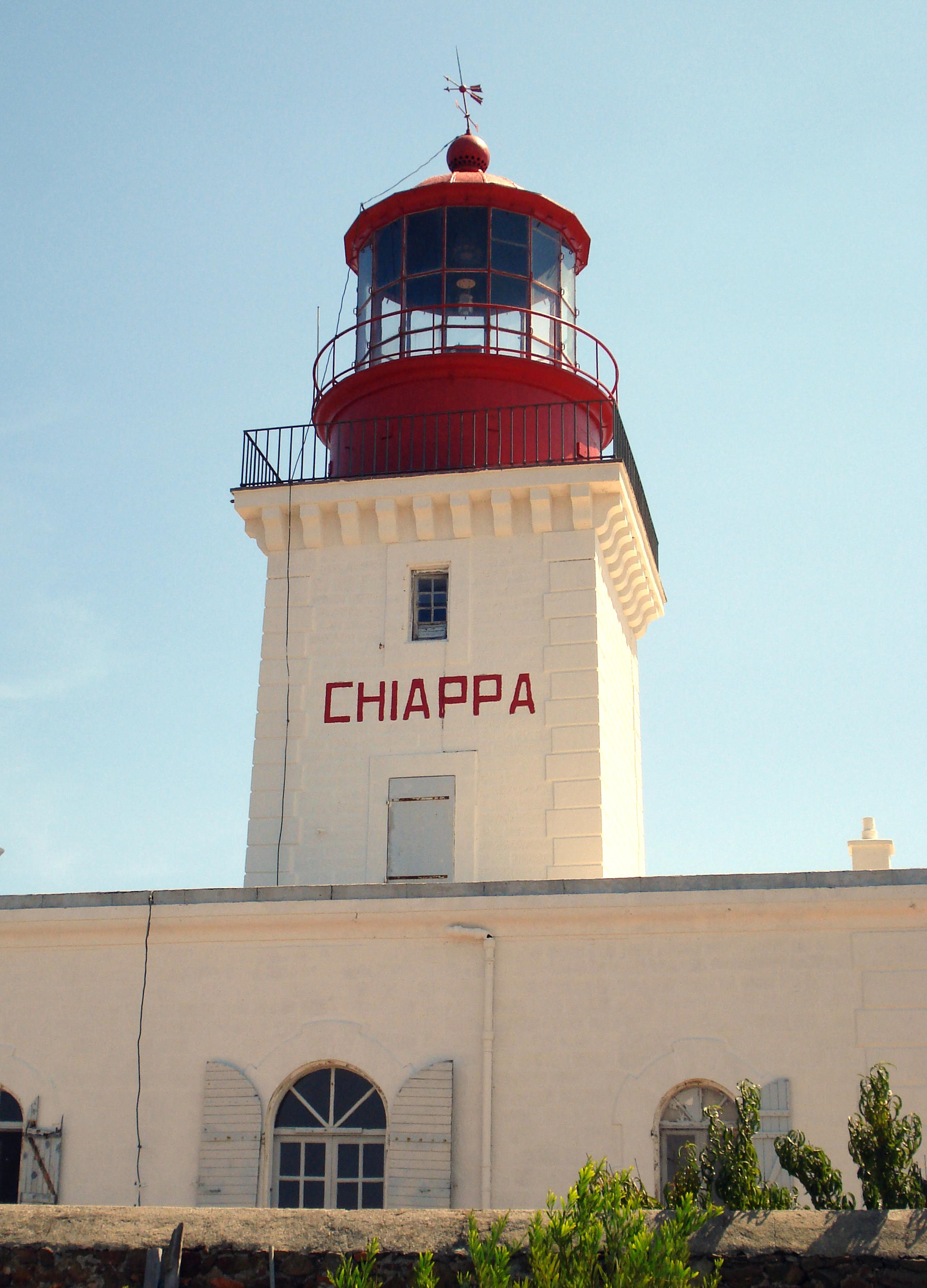
Vuurtoren van La Chiappa
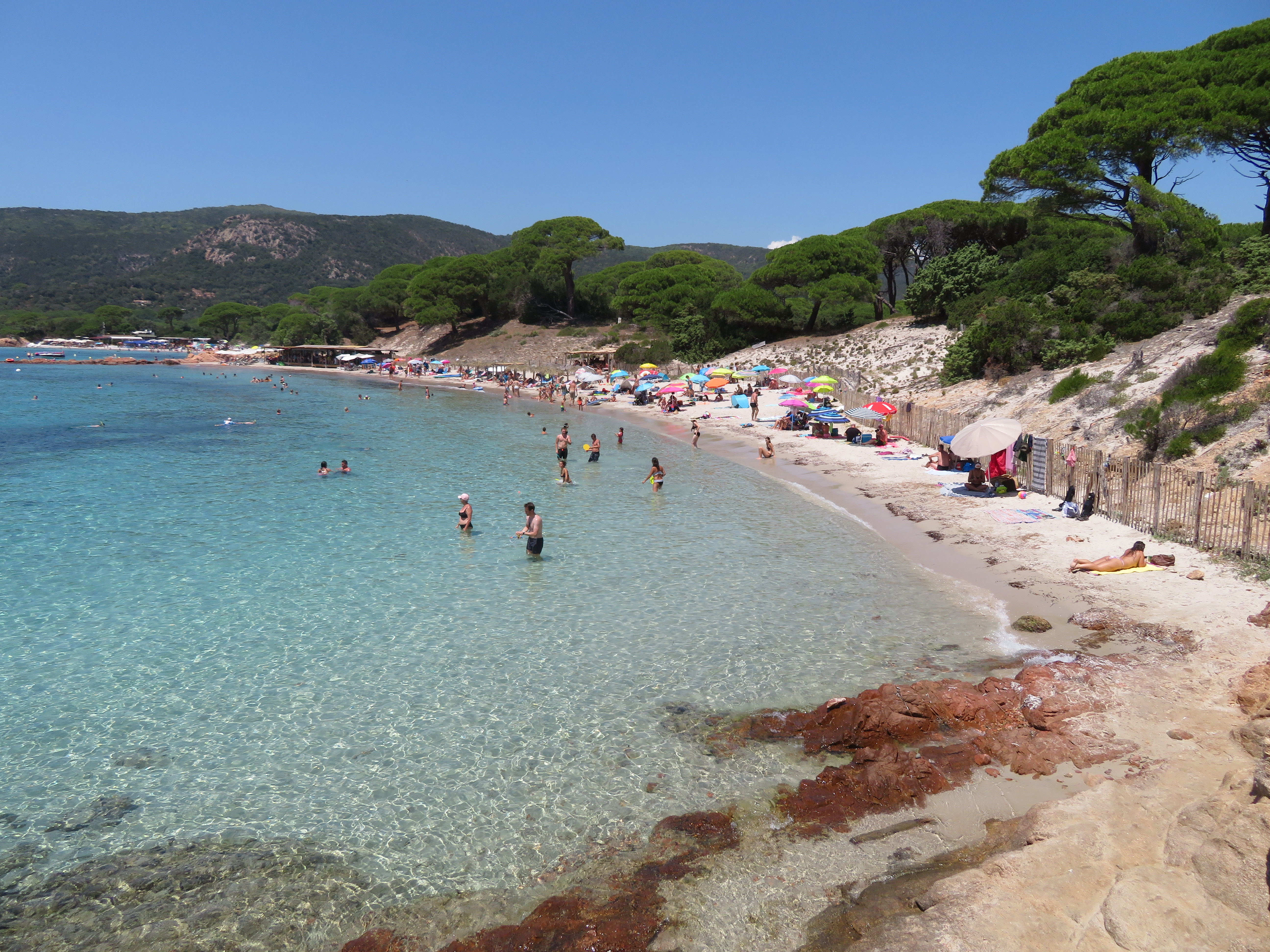
Plage de Palombaggia

## Sport
Porto-Vecchio was één keer etappeplaats in de wielerkoers Ronde van Frankrijk. In 2013 was de start van de Ronde van Frankrijk in Porto-Vecchio. Het was de eerste keer dat Corsica deel uit maakte van het parcours.

## Partnersteden
- Florence (Italië)